# Колония (Понпей)
Вижте пояснителната страница за други значения на Колония.
Колония е най-големият град на Федерални щати Микронезия. Намира се в щата Понпей. Бил е столица на страната. Не бива да бъде бъркан с град Колония в щата Яп.
Населението е около 10 000 души, а близо до града се намира международното летище на страната. В града има църкви, училища, магазини, а всички улици са павирани.
Историята на Колония е много цветуща – владян е от испанци, германци, японци и американци. Днес тук се намират клоновете на някои организации, сред които е и Корпусът на мира.
1. ↑  Уикипедия на иврит.